# Ces messieurs dames
Pour plus de détails, voir Fiche technique et Distribution.
Ces messieurs dames ou Belles Dames, Vilains Messieurs (Signore & signori) est une comédie franco-italienne réalisée par Pietro Germi et sortie en 1966.

## Synopsis
Dans une petite ville non nommée de Vénétie, un groupe d'amis qui constitue la bourgeoisie locale navigue entre sauteries et coucheries.
Premier tableau : Toni Gasparini confesse son impuissance à son médecin, lequel ne tarde pas à ébruiter le secret, avant de déchanter cruellement.
Deuxième tableau : le comptable Osvaldo Bisigato séduit la serveuse du bar de la place, projetant de quitter sa femme, une mégère tyrannique. Mais ses amis, la cousine de sa femme, l'évêché et même la police lui mettent des bâtons dans les roues.
Troisième tableau : lorsqu'arrive en ville une jeune fille aguichante venue faire ses courses, tous les amis se passent le mot pour profiter de son ingénuité. Quelques jours plus tard déboule le père, furieux, qui les menace de porter plainte pour détournement de mineure.

## Commentaire
Pietro Germi quitte pour cette nouvelle comédie à l'italienne la Sicile rude et pauvre pour le nord bien portant de l'Italie. Il ne dispose pas pour ce film des grands acteurs du moment comme Ugo Tognazzi, Marcello Mastroianni, Vittorio Gassman ou Nino Manfredi, le seul acteur un peu connu est Gastone Moschin, et le film repose commercialement entièrement sur le nom que Pietro Germi s'est déjà fait, par exemple avec Divorce à l'italienne.
Ces messieurs dames est une comédie de mœurs acide qui dépeint sans complaisance la bourgeoisie de la ville. Les trois tableaux reprennent les mêmes personnages, mais en font passer certains au premier plan et d'autres à l'arrière-plan au fil des histoires. Le sujet est du scénariste Luciano Vincenzoni, lui-même originaire de Trévise, la ville où est tournée le film.
Le film partage le Grand Prix International du Festival 1966 au Festival de Cannes avec Un homme et une femme de Claude Lelouch. À l'annonce du palmarès, la salle a violemment protesté, jugeant que les deux films ne sont pas du tout du même niveau, le film de Lelouch étant bien au-dessus. Sans juger si Un homme et une femme aurait effectivement mérité l'exclusivité de la Palme d'or, Ces messieurs dames reste un film important qui a marqué le Cinéma italien et les années 1960.

## Fiche technique
- Titre : Ces messieurs dames ou Belles Dames, Vilains Messieurs
- Titre original : Signore & signori
- Réalisation : Pietro Germi
- Scénario : Pietro Germi, Age-Scarpelli et Luciano Vincenzoni
- Production : Pietro Germi et Robert Haggiag
- Musique : Carlo Rustichelli
- Photographie : Aiace Parolin (it)
- Pays de production :  Italie -  France
- Format : noir et blanc - mono
- Durée : 115 minutes
- Dates de sortie : 
  - Italie : 10 février 1966
  - France : 24 juin 1966
- Affiche : Boris Grinsson (France)

## Distribution
- Virna Lisi : Milena Zulian
- Gastone Moschin : Osvaldo Bisigato
- Nora Ricci : Gilda Bisigato
- Alberto Lionello : Toni Gasparini
- Olga Villi : Ippolita Gasparini
- Franco Fabrizi : Lino Benedetti
- Gigi Ballista : Giacinto Castellan
- Beba Loncar : Noemi Castellan
- Quinto Parmeggiani : Giovanni Soligo
- Gia Sandri : Betty Soligo
- Moira Orfei : Giorgia Casellato
- Carlo Bagno : Bepi Cristofoletto
- Patrizia Valturri : Alda Cristofoletto

## Récompenses et distinctions
- Palme d'or au Festival de Cannes (ex æquo avec Un homme et une femme de Claude Lelouch)